# Pasquale Macchi
Pasquale Macchi (Varese, 9 novembre 1923 – Milano, 5 aprile 2006) è stato un arcivescovo cattolico italiano.

## Biografia
Nasce a Varese, città capoluogo di provincia nell'arcidiocesi di Milano, il 9 novembre 1923.

### Formazione e ministero sacerdotale

Pasquale Macchi, alla sinistra di papa Paolo VI, e monsignor Luigi del Gallo Roccagiovine (destra) il 29 giugno 1978.

Il 15 giugno 1946 è ordinato presbitero, nella cattedrale di Milano, dal cardinale Alfredo Ildefonso Schuster.
Dopo aver conseguito la laurea in Lettere moderne presso l'Università Cattolica del Sacro Cuore di Milano, dal 1954 al 1978 è segretario personale di Giovanni Battista Montini, prima quale arcivescovo di Milano e poi, dal 21 giugno 1963, in veste di Sommo Pontefice con il nome di Paolo VI.
Successivamente alla morte di papa Montini, sopravvenuta il 6 agosto 1978, ritorna nella propria terra natia come arciprete del santuario del Sacro Monte di Varese.

### Ministero episcopale
Il 10 dicembre 1988 papa Giovanni Paolo II lo nomina arcivescovo prelato di Loreto e delegato pontificio per il santuario della Santa Casa; succede al dimissionario Loris Francesco Capovilla. Il 6 gennaio 1989 riceve l'ordinazione episcopale, nella basilica di San Pietro in Vaticano, per imposizione delle mani dello stesso pontefice, co-consacranti gli arcivescovi Edward Idris Cassidy e José Tomás Sánchez (entrambi poi cardinali).
Il 7 ottobre 1996 lo stesso papa accoglie la sua rinuncia al governo pastorale della prelatura.
Trascorre gli ultimi anni ritirato nel monastero delle romite ambrosiane dell'Ordine di Sant'Ambrogio ad Nemus a Bernaga di Perego, da dove custodisce e fa conoscere, attraverso un'assidua collaborazione con l'Istituto Paolo VI di Brescia, la figura di papa Montini. Nel dicembre 2000 inaugura il nuovo oratorio di Imbersago, intitolato a papa Paolo VI.
Muore nella Casa di cura privata "Capitanio" di Milano il 5 aprile 2006, all'età di 82 anni, dopo una lunga malattia. Dopo le esequie, celebrate l'8 aprile dal cardinale Dionigi Tettamanzi, nella cattedrale di Milano, e dal cardinale Attilio Nicora, nella basilica di San Vittore a Varese, viene sepolto nel cimitero di Casciago.

## Genealogia episcopale
La genealogia episcopale è:
- Cardinale Scipione Rebiba
- Cardinale Giulio Antonio Santori
- Cardinale Girolamo Bernerio, O.P.
- Arcivescovo Galeazzo Sanvitale
- Cardinale Ludovico Ludovisi
- Cardinale Luigi Caetani
- Cardinale Ulderico Carpegna
- Cardinale Paluzzo Paluzzi Altieri degli Albertoni
- Papa Benedetto XIII
- Papa Benedetto XIV
- Papa Clemente XIII
- Cardinale Enrico Benedetto Stuart
- Papa Leone XII
- Cardinale Chiarissimo Falconieri Mellini
- Cardinale Camillo Di Pietro
- Cardinale Mieczysław Halka Ledóchowski
- Cardinale Jan Maurycy Paweł Puzyna de Kosielsko
- Arcivescovo Józef Bilczewski
- Arcivescovo Bolesław Twardowski
- Arcivescovo Eugeniusz Baziak
- Papa Giovanni Paolo II
- Arcivescovo Pasquale Macchi